# Петров, Кирилл Андреевич
Кири́лл Андре́евич Петро́в (13 апреля 1990, Казань) — российский хоккеист, нападающий. Участник чемпионата мира 2013 года в составе сборной России.

## Биография
Выступал за юниорскую и молодёжную сборные России на чемпионатах мира. Лучшим для него стал молодёжный чемпионат мира 2010 года, где он был лидером команды по очкам, став в итоге 8-м бомбардиром турнира и был назначен капитаном к концу чемпионата.
В 2008 году на драфте НХЛ выбран в 3 раунде под общим 73-м номером клубом «Нью-Йорк Айлендерс», к которому мог присоединиться сезоне 2010/11, однако «Ак Барс» оставил Петрова в команде в соответствии с условиями его контракта.
В 2010 году перешёл в «Югру» в обмен на право выбора в пятом раунде драфта КХЛ 2011
В 2011 году вернулся в «Ак Барс». Петров успешно играл за свой клуб в сезоне 2012/13, свидетельством чему стало его попадание в состав сборной на чемпионат мира и интерес «Айлендерс» в вызове игрока в команду.
В НХЛ Петров так и не провёл не одного матча. Сыграв за фарм-клуб «Островитян» «Бриджпорт Саунд Тайгерс» 13 матчей и набрав в них 5 (1+4) очков при показателе полезности +1, вернулся в «Ак Барс» и был обменян в ЦСКА на Станислава Галимова.
В составе московских армейцев провел три сезона, дважды став финалистом Кубка Гагарина в сезоне 2015/16 и 2017/18. В финале кубка Гагарина 2017/18 против казанского «Ак Барс» сумел отметиться двумя заброшенными шайбами в третьем матче финальной серии, чем заслужил лестные оценки со стороны главного тренера казанцев Зинэтулы Билялетдинова.
Перед началом сезона 2018/19 был обменян в омский «Авангард». По итогам регулярного сезона забросил 8 шайб и отдал 15 голевых передач.
Перед началом сезона 2019/20 вернулся в родной «Ак Барс».
В ноябре 2024 года подписал контракт до конца сезона 2024/25 с «Нефтехимиком». 2 декабря сыграл первый матч за «Нефтехимик» и отметился голом в ворота «Витязя» в гостях (3:4 Б). Эта шайба стала для Петрова 150-й в регулярных сезонах КХЛ, он стал 22-м хоккеистом, достигшим этой отметки. Петров затратил на это 686 матчей, больше всех в истории.

## Достижения
- Двукратный чемпион России и двукратный обладатель Кубка Гагарина в 2008/2009 и 2009/2010 годах в составе казанского «Ак Барса»;
- Финалист Кубка Гагарина в составе ЦСКА в 2015/16 и 2017/18.
- Финалист Кубка Гагарина в составе «Авангарда» в сезоне 2018/19.
- Финалист Кубка Гагарина в составе «Ак Барса» в сезоне 2022/23.
- Обладатель Кубка Континента в составе ЦСКА в сезоне 2015/16.
- Серебряный призёр чемпионата России 2006/07 в составе казанского «Ак Барса»;
- Чемпион Мира среди юниоров (2007 г.);
- Серебряный призёр чемпионата мира среди юниоров (2008 г.);
- Бронзовый призёр чемпионата мира среди молодёжи (2009 г.);
- Чемпион Универсиады (2009 г.);
- Победитель Европейского юношеского олимпийского фестиваля (2007 г.);
- Лучший форвард чемпионата мира среди юниоров (2008 г.);
- Попал в пятёрку лучших игроков чемпионата мира среди юниоров (2008 г.).

## Статистика
| Легенда | Легенда                    | Легенда | Легенда                   | Легенда | Легенда    |
| ------- | -------------------------- | ------- | ------------------------- | ------- | ---------- |
| И       | Количество проведённых игр | Штр     | Штрафное время            | +/−     | Плюс-минус |
| Г       | Голы                       | П       | Голевые передачи          | О       | Очки       |
| -       | Статистика неизвестна      | —       | Статистика не учитывалась |         |            |